# ChucK
ChucK es un nuevo lenguaje de programación orientado a sonido, que permite generar, grabar, sintetizar sonido en tiempo real. Creado por Ge Wang y Perry Cook, en la Universidad de Princeton.
Interactivo, es posible añadir y modificar, el código de programa, mientras ChucK aún está en funcionamiento. Entre sus características más relevantes se puede encontrar, una sintaxis peculiar, en la que to chuck ('arrojar/conectar') se hace especialmente notable. Además puesto que su mayor funcionalidad es el tiempo real, la sincronización y el control del sonido digital al nivel de las muestras, están explícitamente expresadas en el lenguaje.
Funciona en Mac OsX, GNU/Linux y Ms-Windows. En el segundo, puede compilarse para correr bajo JACK, lo cual permite sincronizar fácilmente ChucK con otros programas.